# Silchar

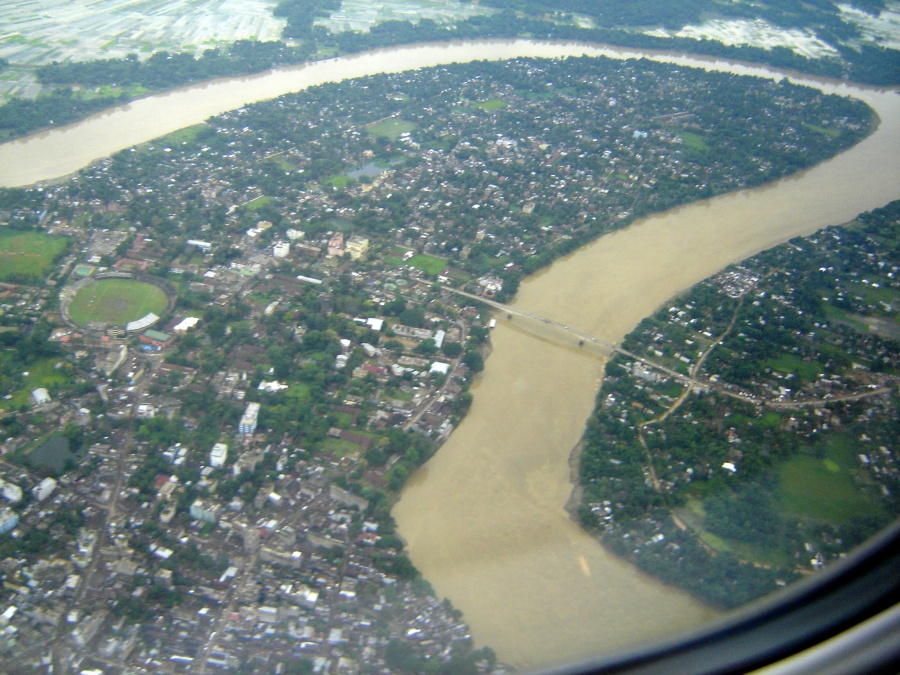
Vista aérea.

Silchar (en bengalí: শিলচর -Shilchôr; en asamés: শিলচৰ -Xilsôr; en idioma sylheti: শিলচর -Silchar) es una ciudad del estado de Assam en la India, capital del distrito de Cachar. Está situada junto al río Barak, unos 420 km al este de Guwahati, la ciudad más poblada de Assam. Silchar es la segunda ciudad por población de Assam, además de un importante centro económico para los estados de Assam, Mizoram y Manipur.
Aproximadamente el 90% de sus habitantes son sylhetis, el resto son marawaris, bishnupriya manipuris, meitei y provenientes de grupos tribales como los naga.
- Datos: Q944769
- Multimedia: Silchar / Q944769

1. ↑  Worldpostalcodes.org,código postal n.º 788001.